# روبن، روبن
روبن، روبن (به انگلیسی: Reuben, Reuben) فیلمی در ژانر کمدی درام به کارگردانی رابرت الیس میلر محصول سال ۱۹۸۳ است.